# كأس ولي العهد البحريني لكرة القدم 2008
كأس ولي العهد البحريني لكرة القدم 2008 هي النسخة الثامنة من كأس ولي العهد البحريني لكرة القدم وجرت من 26 سبتمبر إلى 11 أكتوبر 2008 بمشاركة الفرق التي احتلت المراكز الأربع الأولى في بطولة دوري الدرجة الأولى لموسم 2007-2008.

## الدور النصف النهائي
| الأهلي                                                        | 1-3 | البسيتين        |
| ------------------------------------------------------------- | --- | --------------- |
| عبد الله مهدي 45' · محمود عباس 76' · عبد الله فيصل حميدان 78' |     | حسونة الشيخ 42' |

| المحرق                                                                 | 2-5 | الرفاع                                               |
| ---------------------------------------------------------------------- | --- | ---------------------------------------------------- |
| ريكو 47'، 89' · محمود عبد الرحمن 52' · عبد الله عمر 55' · حسين علي 64' |     | محمد سلمان مكي 77' · نوربيرتو موريتو 82' (ضربة جزاء) |

## المباراة النهائية
| المحرق                                                                               | 2-5 (ب.و.إ.) | الأهلي                                            |
| ------------------------------------------------------------------------------------ | ------------ | ------------------------------------------------- |
| محمود عبد الرحمن 33' · فوزي عايش 90' (ضربة جزاء) · عبد الله عمر 96'، 109' · ريكو 99' |              | عبد الله مهدي 62' (ضربة جزاء) · عبد الله وحيد 84' |

## البطل
| كأس ولي العهد البحريني بطل 2008 |
| ------------------------------- |
| المحرق اللقب الرابع             |